# Palaquium pseudocalophyllum
Palaquium pseudocalophyllum är en tvåhjärtbladig växtart som beskrevs av Herman Johannes Lam. Palaquium pseudocalophyllum ingår i släktet Palaquium och familjen Sapotaceae. Inga underarter finns listade i Catalogue of Life.